# Hermann Föry

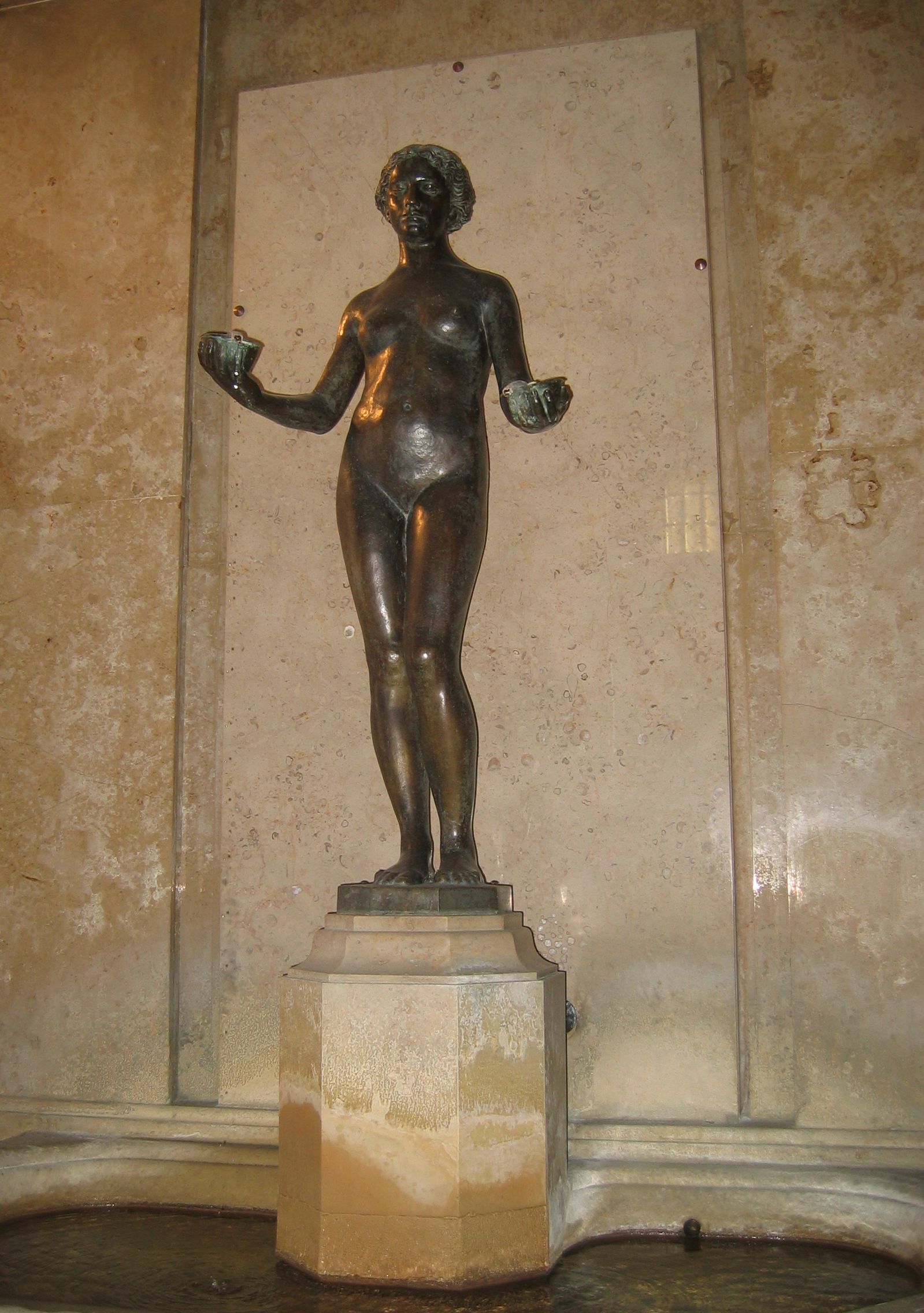
Nymphe, a l'hôtel de ville de Kiel (1911).

Karl Hermann Föry, né le 7 août 1879 à Bischweier et mort le 2 octobre 1930, à  Bad Nauheim, est un sculpteur et céramiste allemand.

## Biographie
Föry, après avoir appris la sculpture sur pierre entre 1892 et 1897, entre à l'atelier de Fidel Binz (de) à Karlsruhe. En 1900, il étudie jusqu'en 1906 à l'Académie des beaux-arts de Karlsruhe, auprès de Fridolin Dietsche (de), Hermann Volz (de) et Ludwig Schmid-Reutte. De 1919 à 1921, il enseigne à la classe d'atelier de modèle de l'École des arts et métiers de Pforzheim puis retourne à Karlsruhe. De 1910 à 1925, il crée des œuvres de céramique pour la manufacture grand-ducale de majolique de Karlsruhe (de). Il décore aussi de majoliques l'hôtel de ville de Kiel construit par l'architecte Hermann Billing, dont une partie existe encore. Il décore aussi de majolique les pièces à vivre de l'entrepôt Wertheim (de) à  
Berlin, ainsi que les entrepôts Tietz (de) de Cologne (toujours en collaboration avec la manufacture), mais ils ont été détruits pendant la Seconde Guerre mondiale.
Föry est enterré au cimetière principal de Karlsruhe ; en 1956 son caveau devient sépulture d'honneur (Ehrengrab) en raison de son caractère historique. Un autoportrait en bronze de 1927 la décore.

## Hommage
Une rue de Bischweier, dans le nouveau quartier de Winkelfeld, lui est dédiée.

## Quelques œuvres
- 1911 : Nymphe (mairie de Kiel)
- 1914 : monument aux morts d'Eppingen
- 1919 : statuette de bronze de Hans Thoma (aujourd'hui à la Galerie d'art d'État de Karlsruhe)
- 1927 : Autoportrait (bronze, sur sa sépulture au cimetière principal de Karlsruhe)[2].
- 1928 : monument aux morts de Bortenberg
- 1928 : Femme du marché, vieux marché de Karlsruhe